# Комленићи
Комленићи су насељено мјесто града Врбовског, у Горском котару, у Приморско-горанској жупанији, Република Хрватска.

## Географија
Комленићи се налазе око 7 км сјеверозападно од Врбовског.

## Становништво
Према попису становништва из 2011. године, насеље Комленићи је имало 11 становника.
| Националност       | 1991. | 1981. | 1971. | 1961. |
| Срби               | 12    | 12    | 23    | 18    |
| Хрвати             | 5     | 2     | 6     | 7     |
| Југословени        |       | 9     |       |       |
| остали и непознато |       |       |       |       |
| Укупно             | 17    | 23    | 29    | 25    |

| Демографија | Демографија | Демографија |
| Година      | Становника  | Становника  |
| ----------- | ----------- | ----------- |
| 1961.       | 25          |             |
| 1971.       | 29          |             |
| 1981.       | 23          |             |
| 1991.       | 17          |             |
| 2001.       | 11          |             |
| 2011.       |             | 11          |